# Passive Underwater Fire Control Feasibility System
Il sistema  PUFFS, acronimo di Passive Underwater Fire Control Feasibility System (o Study), era la designazione del sonar passivo per sottomarini AN/BQG-4.
Il sistema era principalmente presente nei sommergibili convenzionali della United States Navy costruiti negli anni cinquanta e nei battelli sottoposti ad ammodernamento GUPPY III o altrimenti modernizzati nel corso degli anni sessanta. Il sistema ha equipaggiato anche il sottomarino USS Tullibee (SSN-597) a propulsione nucleare. Una versione nota come "Micropuffs" ha equipaggiato i sottomarini classe Oberon della Royal Australian Navy e con la designazione Type 2041 sui sottomarini della classe Upholder della britannica Royal Navy, ultimi sommergibili convenzionale della Royal Navy, che dopo essere stati ceduti alla Royal Canadian Navy sono stati denominati classe Victoria, dove il Micropuffs è designato come BQG-501.
Il sistema si notava per le tre alte cupole a forma di pinna, ad eccezione delle installazioni Micropuffs ed è stato mantenuto su diversi sottomarini trasferiti a marine straniere, tra cui l'USS Harder, in servizio nella Marina Militare dal 1974 al 1988 con il nome di Romeo Romei. 
Il sistema era anche associato al rilevamento passivo a lungo raggio di bersagli e al controllo di siluri, tra cui il siluro nucleare MK-45. La maggior parte dei sommergibili equipaggiati con tale sistema vennero allungati di 12-16 piedi per ospitare l'elettronica aggiuntiva e i locali di controllo.
Il sistema venne progettato anche per i sottomarini nucleari delle classi Thresher e Sturgeon, che non vennero però equipaggiati con tale sistema, tranne il Micropuffs sperimentalmente su Barb e Haddock.
Ad eccezione dei quattro sottomarini canadesi della classe Victoria, tutti i sottomarini equipaggiati con il sistema PUFFS sono stati dismessi o conservati come battelli museali.